# Nah Neh Nah
Singles de Vaya Con Dios
What's a Woman?
(1990) Night Owls
(1990)
Nah Neh Nah est une chanson du groupe belge Vaya Con Dios, parue sur leur deuxième album Night Owls. Elle est sortie en tant que deuxième single de l'album en juillet 1990. Le clip vidéo de la chanson est réalisé en une seule prise. Le single obtient le succès à travers plusieurs pays européens, atteignant notamment la 3e place aux Pays-Bas et la 7e place en Belgique néerlandophone.
La chanson a été remixée par le duo house allemand Milk & Sugar en 2011.

## Historique
Nah Neh Nah, écrite par Dani Klein, Dirk Schoufs et Una Balfe, fait suite au succès du groupe What's a Woman?. La chanson est le deuxième single extrait de leur deuxième album studio Night Owls.
Aux Pays-Bas, le titre est devenu un grand succès, atteignant la 3e position dans le Nederlandse Top 40 et la 4e position du Nationale Top 100. En Belgique, le titre atteint la 7e place de l'Ultratop 50 flamand et la 5e position dans le BRT Top 30.

## Liste des titres
| A. | Nah Neh Nah        | 2:52 |
| B. | Pack Your Memories | 3:04 |

| A1. | Nah Neh Nah (version longue) | 2:52 |
| B1. | Nah Neh Nah                  | 3:04 |
| B2. | With You                     | 4:02 |

## Crédits
Crédits adaptés de Discogs.
Vaya Con Dios
- Dani Klein : chant, chœurs, paroles
- Dirk Schoufs : contrebasse, composition, chœurs, arrangements
- Jean-Michel Gielens : arrangements, guitare acoustique

## Classements et certifications
| Classement (1990–91)                   | Meilleure position |
| -------------------------------------- | ------------------ |
| Allemagne (GfK Entertainment)          | 16                 |
| Autriche (Ö3 Austria Top 40)           | 25                 |
| Belgique (Flandre Ultratop 50 Singles) | 7                  |
| Europe (Eurochart Hot 100)             | 53                 |
| Pays-Bas (Nederlandse Top 40)          | 3                  |
| Pays-Bas (Single Top 100)              | 4                  |
| Suisse (Schweizer Hitparade)           | 21                 |

| Classement (2013)   | Meilleure position |
| ------------------- | ------------------ |
| Slovénie (SloTop50) | 42                 |

| Classement (2020–22)    | Meilleure position |
| ----------------------- | ------------------ |
| Hongrie (Single Top 40) | 38                 |
| Pologne (ZPAV)          | 64                 |

| Classement (1990)             | Position |
| ----------------------------- | -------- |
| Belgique (Flandre Ultratop)   | 40       |
| Pays-Bas (Nederlandse Top 40) | 24       |
| Pays-Bas (Single Top 100)     | 38       |

| Classement (1991)         | Position |
| ------------------------- | -------- |
| Allemagne (Media Control) | 51       |

## Version de Milk & Sugar
Singles de Milk & Sugar
Let the Sun Shine
(2010) Hi-A Ma (Pata Pata)
(2011)
Le duo de musique house allemand Milk & Sugar a sorti un remix de Nah Neh Nah le 20 décembre 2010 sous le titre Hey (Nah Neh Nah). Cette version est devenue un succès atteignant le top 10 en Allemagne, en Autriche, en Belgique, aux Pays-Bas, en Slovaquie, en Suisse et en Tchéquie au cours de l'année 2011.

### Liste des titres
| 1. | Hey (Nah Neh Nah)                | 2:52 |
| 2. | Hey (Nah Neh Nah) (Extended Mix) | 5:13 |
| 3. | Hey (Nah Neh Nah) (Club Mix)     | 5:53 |
| 4. | Hey (Nah Neh Nah) (Dub Mix)      | 5:23 |

### Classements et certifications
| Classement (2011)                       | Meilleure position |
| --------------------------------------- | ------------------ |
| Allemagne (GfK Entertainment)           | 7                  |
| Autriche (Ö3 Austria Top 40)            | 6                  |
| Belgique (Flandre Ultratop 50 Singles)  | 10                 |
| Belgique (Wallonie Ultratop 50 Singles) | 46                 |
| Espagne (PROMUSICAE)                    | 48                 |
| Israël (Media Forest)                   | 1                  |
| Pays-Bas (Nederlandse Top 40)           | 4                  |
| Pays-Bas (Single Top 100)               | 5                  |
| Royaume-Uni (UK Dance Chart)            | 13                 |
| Royaume-Uni (UK Singles Chart)          | 94                 |
| Russie (Tophit Radio Top 100)           | 39                 |
| Slovaquie (IFPI Rádio)                  | 7                  |
| Suisse (Schweizer Hitparade)            | 4                  |
| Tchéquie (IFPI Rádio)                   | 1                  |
| Ukraine (Tophit Radio Top 100)          | 38                 |

| Classement (2011)             | Position |
| ----------------------------- | -------- |
| Allemagne (Media Control)     | 54       |
| Autriche (Ö3 Austria Top 40)  | 40       |
| Pays-Bas (Nederlandse Top 40) | 37       |
| Pays-Bas (Single Top 100)     | 44       |
| Russie (Tophit)               | 123      |
| Suisse (Schweizer Hitparade)  | 52       |
| Ukraine (Tophit)              | 126      |

| Région          | Certification |
| --------------- | ------------- |
| Autriche (IFPI) | Or            |
| Allemagne (BM)  | Or            |